# Walentynianie
Walentynianie – gnostycka grupa religijna istniejąca w II i III wieku stworzona około 135 roku przez Walentyna i jego uczniów: Herakleona, Ptolemeusza, Markosa i Teodora.

## Nauczanie
Głosili oni, iż Najwyższa Istota (pleroma – gr. pełnia) wyemanowała z siebie 15 par różnopłciowych eonów. Jeden z najniższych eonów męskich i eon żeński Sofia wskutek niewiedzy i połączenia o charakterze seksualnym, tzw. syzygies (po syryjsku Małżeństwo), stworzyli Demiurga (miał nim być starotestamentowy Jahwe), który to następnie stworzył świat. Walentynianie łączyli w swoich poglądach chrześcijaństwo z grecką spekulacją i egipską gnozą. Początkowo istnieli tylko w Aleksandrii i w Rzymie, gdzie znajdował się ich główny ośrodek, lecz z czasem (choć na krótko) rozprzestrzenili się w całym Cesarstwie.

## Wobec chrześcijaństwa
Sekta ta zanikła na skutek krytyki ze strony chrześcijaństwa oraz działań władz w krótkim czasie po powstaniu. Zwalczał ich Tertulian w traktacie Przeciw Walentynianom (Adversus Valentinianos), Ireneusz z Lyonu wspomina o nich jako o herezji w Przeciw herezjom (Adversus heareses), III,4,3. W Credo zostały wprowadzone uzupełnienia, aby uniknąć na przyszłość błędów głoszonych przez walentynian. Twierdzili oni, że Stary Testament jest dziełem diabolicznym, a sami za objawione uznawali tylko dwa dokumenty: Ewangelię Prawdy i Kazanie Piotra. W sporach z ortodoksją posiłkowali się także Ewangelią Jana, która według nich poświadczała eoniczny charakter stworzenia. Jezusa uważali za idealnego człowieka i wzór dla gnostyków, którzy aby osiągnąć zbawienie powinni poznać, iż cała prawda znajduje się w ich wnętrzu.

## Antropologia
Ludzie w wierzeniach walentynian mieli zostać stworzeni z 3 różnych substancji:
- ciało z materii (gr. ὕλη)
- dusza (psyche) z demonicznej ciemności
- duch (pneuma) z boskiej światłości

Dzielili ludzi na 3 kategorie:
1. pneumatyków (gnostyków), którzy zostaną (lub już są) zbawieni;
2. hylików (ludzi materialnych), czyli skazanych na zagładę;
3. psychików, którzy mogą doświadczyć częściowego zbawienia, o ile będą odpowiednio postępować.

Świat według walentynian zakończy się powrotem wszystkiego do pierwotnej Jedności.